# Pontiac Deluxe
Pontiac Deluxe Six / Eight — полноразмерные автомобили, выпускавшиеся Pontiac (подразделение General Motors) с 1936 по 1940 года. Они стали преемниками модели Improved.

## 1935–1936
В 1935 году компанией предлагалась модель Deluxe, имевшей серийный номер 701A, и меньшая модель Standard, имевшая номер 701B. На этих моделях впервые был использован новый дизайн решётки радиатора — Silver Streak — серебряная полоса, которая спускалась от передней части капота вниз к бамперу. Как и ранее, предлагались кузова 2- и 4-дверный седан, 2-дверное купе и кабриолет. Седаны могли быть с прикрепляющимся чемоданом-багажником позади (Touring-Sedan) или без него (Sedan).
Мотор был один — шестицилиндровый рядный агрегат с боковым расположением клапанов и объёмом 3,4 литра и мощностью 80 лошадиных сил. Как и у модели Standard, коробка передач была механической трёхступенчатой с сухим сцеплением, а тормоза — гидравлическими и на все 4 колеса. В этот год впервые в истории компании начали устанавливать независимую подвеску на передней оси.

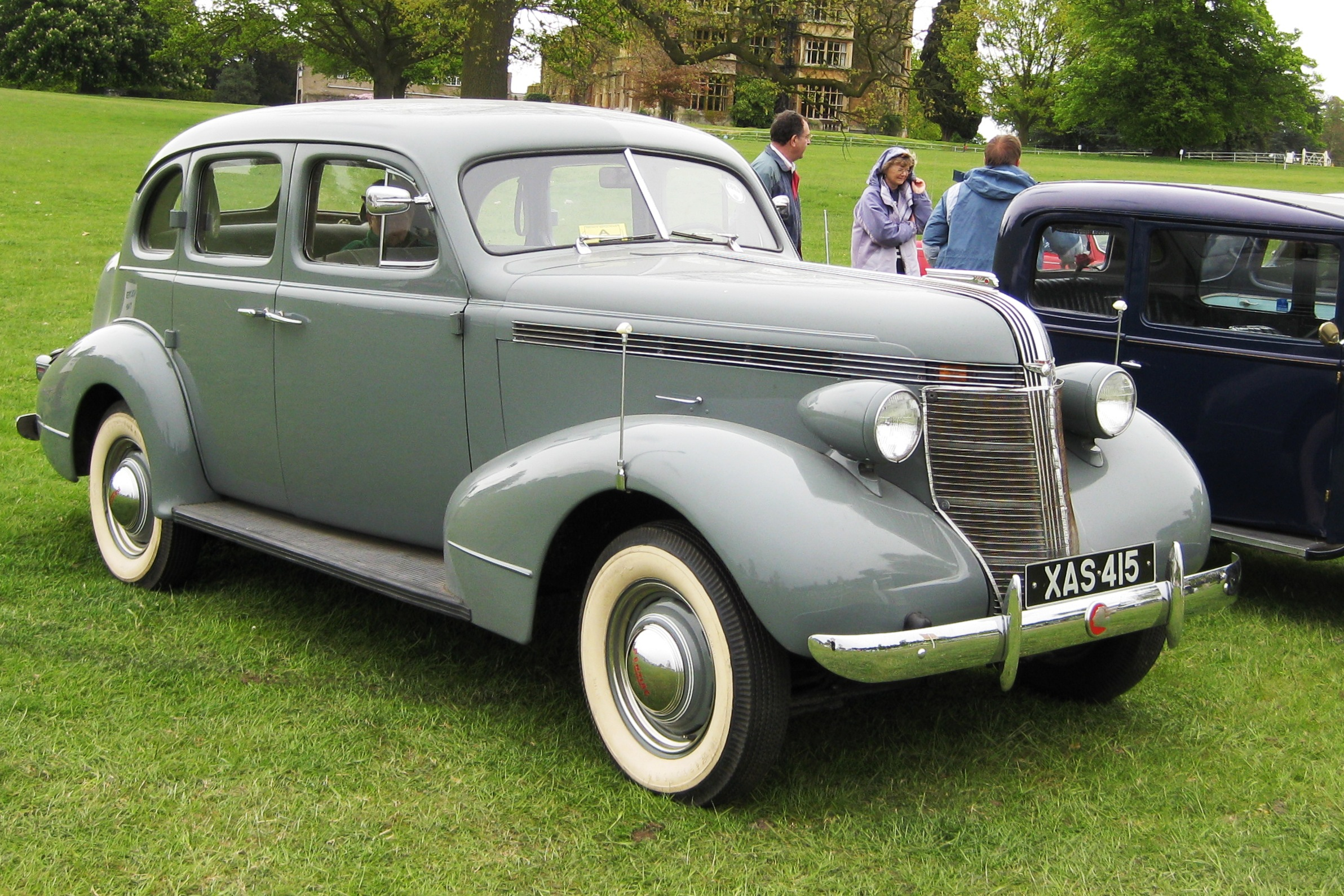
Deluxe 1936 модельного года

В 1936 году модель слегка обновили и она получила серийный номер 6BA, тогда как Standard стал именоваться Master и имел номер 6BB. Решётка радиатора стала ́уже, а передние фары размещались теперь по бокам капота (раньше они крепились снизу на небольших стойках). Мощность двигателя была увеличена на 1 л. с. Минимальная цена модели равнялась $615.

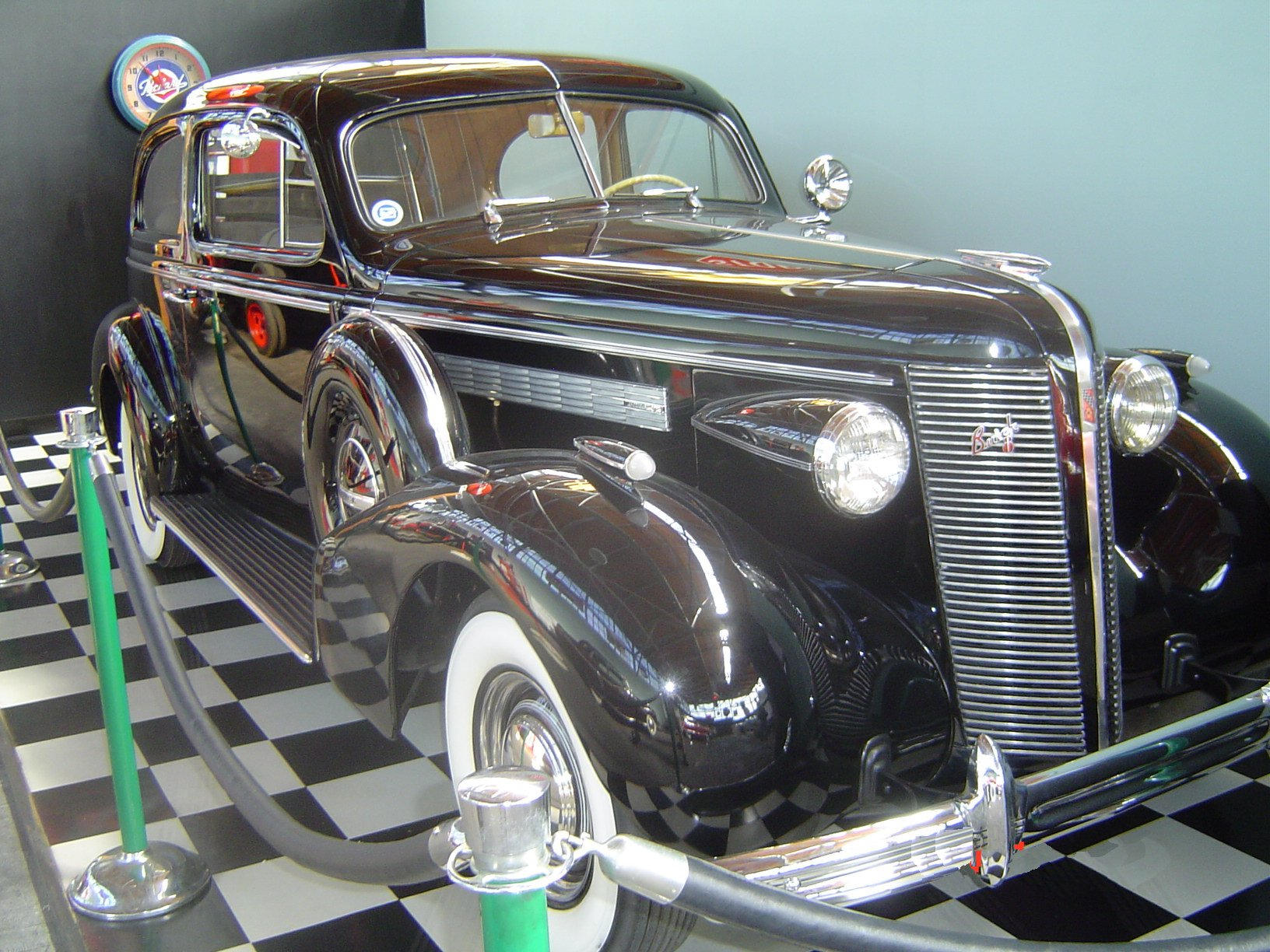
Deluxe Eight

Параллельно с шестицилиндровой моделью стала выпускаться восьмицилиндровая модель взамен ушедшего Pontiac Improved. Она называлась Deluxe Eight Serie 8BA. Она имела на 5 дюймов увеличенную колёсную базу, а остальное она получила от шестицилиндровой модели. V-образный мотор мощностью 87 лошадиных сил достался от предшественника.
За 2 года было продано 118 827 экземпляров.

## 1937–1940

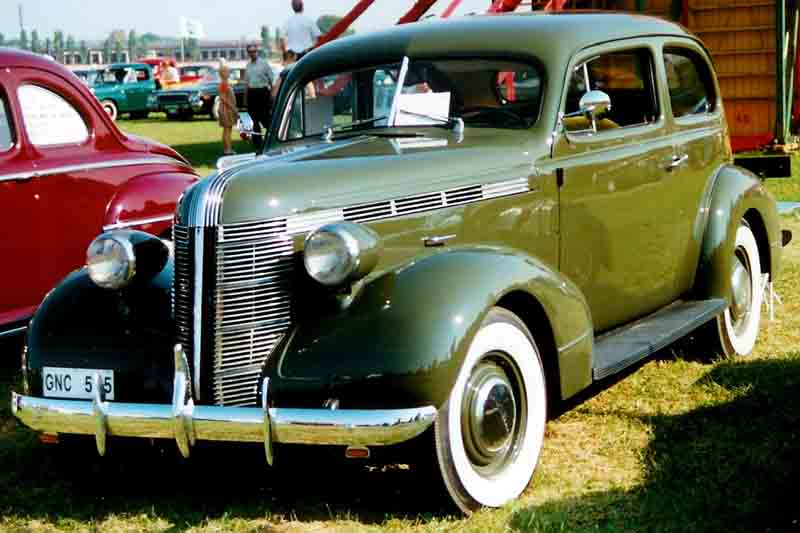
Deluxe 1937

В 1937 году серия Deluxe была серьёзно переработана. Автомобили стали длиннее и тяжелее, дизайн Silver Streak был слегка изменён — сплошные горизонтальные линии по бокам капота были разделены на 4 секции. Передние фары снова поместили на передние крылья. Гамма кузовов была расширена — появился четырёхдверный кабриолет, а также универсал с семью местами, который был доступен только с шестицилиндровым мотором. Модели также были переименованы: шестицилиндовая модель получила имя Deluxe Six 26, а восьмицилиндровая — Deluxe Eight 28. После ухода с производства модели Master, Deluxe стала единственной моделью Pontiac до 1939 года.
Моторы также были усовершенствованы. Объём шестицилиндрового двигателя был увеличен до 3,65 литров, мощность выросла до 85 л. с., а объём восьмилиндрового был увеличен до 4,1 литров с мощностью 100 л. с.

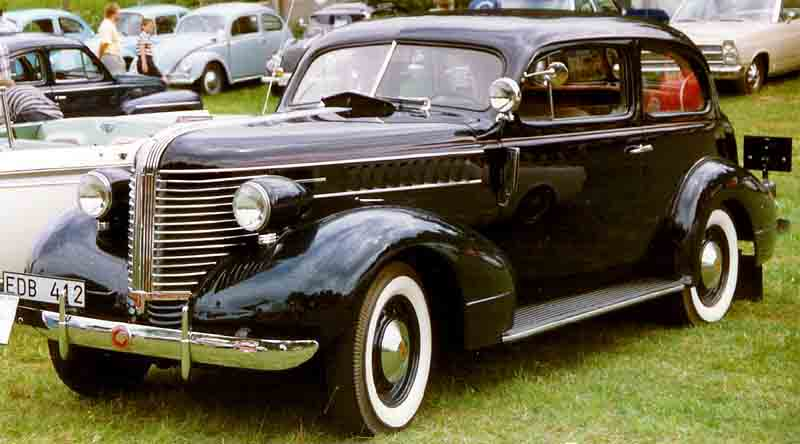
Deluxe 1938

В 1938 году изменений почти не произошло. Вместо 4-секционных линий по бокам капота появился воздухозаборник из 10 отверстий.

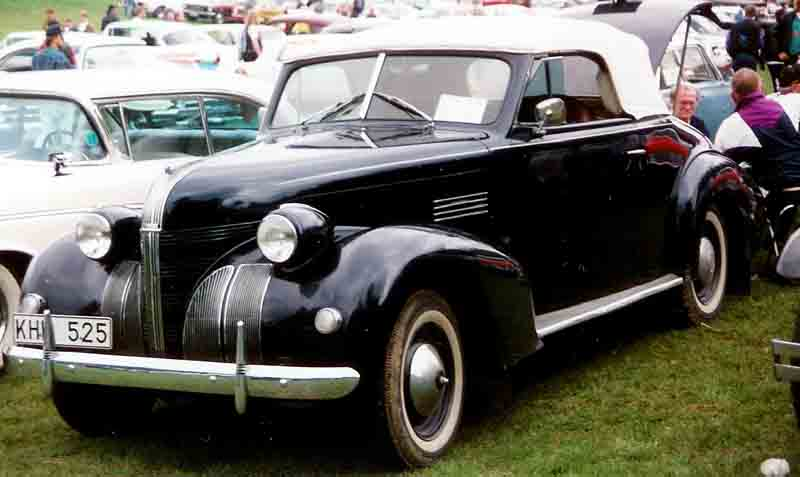
Deluxe 1939

В 1939 году модель начали строить на новой платформе General Motors — GM-A. При той-же колёсной базе автомобили стали более плоскими и длинными. Дизайн Silver Streak был снова изменён: были добавлены четыре хромированные решётки с вертикальными полосами вместо сплошной решётки радиатора. Кузовов стало меньше — исчезли 4-дверный кабриолет и универсал, седан теперь предлагался только с багажным чемоданом сзади. Кроме того, рычаг управления коробкой передач был перемещён с пола под рулевое колесо. В дополнение к модели Deluxe появилась модель Quality 115 с шестицилиндровым мотором от Six 26.
В 1939-м и 1940-м годах были изготовлены два совершенно прозрачных авто Pontiac Deluxe Six, полное название которых The Pontiac Plexiglas Deluxe Six of 1939 или «Ghost Car».
В 1940 году дизайн был слегка изменён — 4-секционная решётка радиатора была изменена на 2-секционную, передние фары снова переместились в передние крылья. Шестицилиндровый мотор был усовершенствован — при том-же объёме двигателя его мощность выросла до 100 л. с., как у восьмицилиндровой модели. Взамен модели Quality 115 была запущена модель Special, а в следующем году был запущен преемник Deluxe — Torpedo.
За 4 года производства было продано 578 502 экземпляров.